# Peter Sillett
Peter Sillett, né le 1er février 1933 à Southampton (Angleterre), mort le 13 mars 1998 à Ashford (Angleterre), était un footballeur anglais, qui évoluait au poste d'arrière latéral à Chelsea et en équipe d'Angleterre.
Sillett n'a marqué aucun but lors de ses trois sélections avec l'équipe d'Angleterre en 1955.

## Carrière
- 1951-1953 : Southampton
- 1953-1962 : Chelsea

## Palmarès

### En équipe nationale
- 3 sélections et 0 but avec l'équipe d'Angleterre en 1955.

### Avec Chelsea
- Vainqueur du Championnat d'Angleterre de football en 1955.